# East Kentucky Miners
Gli East Kentucky Miners sono stati una franchigia di pallacanestro della CBA, con sede ad Pikeville, nel Kentucky.
Disputarono due stagioni nella CBA, arrivando ai play-off nel 2007-08, dove persero con i Pittsburgh Xplosion.

## Stagioni
| Stagione | Lega | Denominazione        | V  | P  | %    | Piazzamento | Play-off |
| -------- | ---- | -------------------- | -- | -- | ---- | ----------- | -------- |
| 2007-08  | CBA  | East Kentucky Miners | 26 | 22 | 54,2 | 2º          | Play-in  |
| 2008-09  | CBA  | East Kentucky Miners | 7  | 7  | 50,0 | 3º          | -        |